# Seis días de Milwaukee
Los Seis días de Milwaukee era una carrera de ciclismo en pista, de la modalidad de seis días, que se disputaba en Milwaukee (Estados Unidos). Su primera edición data de 1932 y se disputó hasta 1942 con nueve ediciones.

## Palmarés
| Año       | Ganadores                             | Segundos                                | Terceros                                      |
| --------- | ------------------------------------- | --------------------------------------- | --------------------------------------------- |
| 1932 (1)  | Godfrey Parrott William Peden         | Albert Smessaert Xavier Van Slembroeck  | Jules Audy Maurice Declerck                   |
| 1932 (2)  | Gus Rys William Peden                 | Albert Crossley Bernhard Stübecke       | Godfrey Parrott Lew Elder                     |
| 1933      | edición no realizada                  |                                         |                                               |
| 1934 (1)  | Fred Ottevaire Xavier Van Slembroeck  | Bobby Thomas Reginald McNamara          | Albert Crossley Freddy Zach                   |
| 1934 (2)  | Henri Lepage William Peden Jules Audy | Gustav Kilian Werner Miethe Heinz Vopel | Anthony Beckman Mike Defilippo Charles Winter |
| 1935      | edición no realizada                  |                                         |                                               |
| 1936      | Gustav Kilian Heinz Vopel             | Jimmy Walthour Albert Crossley          | Jules Audy William Peden                      |
| 1937      | Gustav Kilian Heinz Vopel             | Charles Winter Fred Ottevaire           | Jules Audy Tino Reboli                        |
| 1938      | Jimmy Walthour Albert Crossley        | Willi Korsmeier Heinz Vopel             | Cecil Yates Fred Ottevaire                    |
| 1939      | Gustav Kilian Heinz Vopel             | Jimmy Walthour Albert Crossley          | Henry O'Brien Fred Ottevaire                  |
| 1940-1941 | ediciones no realizadas               |                                         |                                               |
| 1942      | Cecil Yates Jules Audy                | Doug Peden William Peden                | Jerry Rodman Angelo De Bacco                  |